# Zdenka Smrekar
Zdenka Smrekar (Zagreb, 1886. – 1946.), hrvatska književnica i profesorica.
Uz Ivanu Brlić-Mažuranić, Mariju Jurić Zagorku, Jagodu Truhelku, Zdenku Jušić-Seunik i ostale jedna je od 18 osnivačica "Društva hrvatskih književnica".
Jugoslavenske komunističke vlasti smaknule su ju 1946. godine.

## Životopis
Dr. Zdenka Smrekar rođena je u Zagrebu 1886. godine, u obitelji podrijetlom iz Hrvatskog zagorja.
Godine 1921. htjela je otputovati u inozemstvo, ali joj je na nalog Pokrajinske uprave u Zagrebu bila oduzeta putnica. Posjećivala je obitelj Slavka Kvaternika u Medlogu kraj Celja, pa su ju tada, za vrijeme Kraljevine Jugoslavije vlasti smatrale izrazitom protivnicom jugoslavenskog "narodnog i državnog jedinstva", čemu svjedoče i zapisi starojugoslavenske policije koja ju je pratila.
Bila je profesorica ženske gimazije, a početkom 1935. počela je izdavati časopis za ženski svijet Naša žena. List je osnovan, prema riječima glavne urednice, zbog dva razloga: jedno je da ženu Hrvaticu odgaja kao svjesnog člana porodice i domovine, a u drugu ruku da je prosvjećuje u svim onim pitanjima koja su od važnosti za život žene.
Jedna je od 18 osnivačica "Društva hrvatskih književnica". Osnivačka skupština "Društva hrvatskih književnica" održana je 20. studenoga 1936. u Martićevoj ulici broj 10, u stanu Zdenke Jušić-Seunik, a molba za odobrenje Pravila toga društva upućena je Banskoj upravi Savske banovine 24. studenoga, a već 28. studenoga 1936. Bila je i članicom Društva glazbenih intelektualaca.
Za vrijeme Nezavisne Države Hrvatske dr. Smrekar postaje odjelna predstojnica za žensko školstvo, a jugoslavenske komunističke vlasti ubile su ju 1946. godine.
Jedna od najuglednijih intelektualki u Kraljevini SHS, kao i u NDH bila je dr. Zdenka Smrekar. Rođena je u Zagrebu 1884. godine, diplomirala je na zagrebačkom Filozofskom fakultetu, bila je ravnateljica Ženske realne gimnazije u Zagrebu, djelovala je kao književnica, pjesnikinja i urednica časopisa Ženski svijet, Žene danas i Naše žene.
Porijeklom je iz Hrvatskog zagorja. Održala je oko tisuću predavanja u Hrvatskoj i inozemstvu o ulozi žena, etici, sociologiji, te o hrvatskoj i francuskoj književnosti. Bila je između ostalog počasni član Družbe braće hrvatskoga zmaja i Hrvatske žene.
Zdenka Smrekar je 1941. godine bila imenovana predstojnicom za žensko školstvo u Ministarstvu bogoštovlja i nastave. Poslije obnaša funkciju atašea za kulturu u hrvatskom veleposlanstvu u Beču.
Mučki je ubijena od strane komunističke diktatorske Titove vlasti   1946 godine.
Uz Ivanu Brlić-Mažuranić, Mariju Jurić Zagorku, Jagodu Truhelku, Zdenku Jušić-Seunik i ostale jedna je od 18 osnivačica “Društva hrvatskih književnica”.
Godine 1921., htjela je otputovati u inozemstvo, ali joj je na nalog Pokrajinske uprave u Zagrebu bila oduzeta putnica. Posjećivala je obitelj Slavka Kvaternika u Medlogu kraj Celja, pa su ju tada, za vrijeme Kraljevine Jugoslavije vlasti smatrale izrazitom protivnicom jugoslavenskog “narodnog i državnog jedinstva”, čemu svjedoče i zapisi starojugoslavenske policije koja ju je pratila.
Bila je profesorica ženske gimazije, a početkom 1935 god., počela je izdavati časopis za ženski svijet „Naša žena“. List je osnovan, prema riječima glavne urednice, zbog dva razloga: jedno je da ženu Hrvaticu odgaja kao svjesnog člana porodice i domovine, a u drugu ruku da je prosvjećuje u svim onim pitanjima koja su od važnosti za život žene.
Jedna je od 18 osnivačica “Društva hrvatskih književnica”. Osnivačka skupština “Društva hrvatskih književnica” održana je 20. studenoga 1936 god., u Martićevoj ulici broj 10, u stanu Zdenke Jušić-Seunik, a molba za odobrenje Pravila toga društva upućena je Banskoj upravi Savske banovine 24. studenoga, a već 28. studenoga 1936. Bila je i članicom Društva glazbenih intelektualaca.
Na zagrebačkoj Radio-postaji održavala su se tijekom 1936. predavanja pod nazivom ženski sat. Predavačica je bila dr. Zdenka Smrekar te je obrađivala svaku temu objektivno i na način da se svaka ozbiljna žena mora složiti s njenim nazorima. Dr. Z. Smrekar stalno je isticala ideju o suradnji muškarca i žene na izgradnji kulture. Prema njenim riječima ženu je trebalo stalno poticati da razvija svoje posebne sposobnosti. Predavanje Ulaz žene u javni život objavila je i Naša žena. Među ostalim Z. Smrekar je rekla da je žena počela ulaziti u javni život početkom 19. st. nakon Francuske revolucije, koja je poljuljala sve osnove društva i života novim evanđeljima bratstva, jednakosti i slobode. Dva su momenta po riječima dr. Smrekar snažno utjecala da je žena stala ostavljati tihi zaklon kućnog ognjišta i ulaziti u javni život. Prvo je ekonomski moment, a drugi razlog je potreba individualne slobode. Dok je prvi razlog – ekonomski, iskrsnuo među ženama gospodarski slabijima zbog nužde, dotle se drugi iskristalizirao među ženama ekonomski jakim kao potreba duha, intelekta, kao rezultat spoznaje da i u žene ima sposobnosti i vrlina koje mogu i te koliko da vrijede u javnome životu.
Dr. Z. Smrekar svoje predavanje je zaključila riječima ulaz žene u javni život ima samo svoj raison d`être, svoje logično i moralno opravdanje, ako žena time unosi nešto novo, bolje vrednije, nešto po čemu javni život postaje i ljepši i pravedniji i bolji da se živi. Za vrijeme Nezavisne Države Hrvatske dr. Smrekar postaje odjelna predstojnica za žensko školstvo.
O dr. Zdenki Smrekar (koja poslije, za NDH, postaje odjelna predstojnica za žensko školstvo) piše: “evidentirana je (…) da je 1922. imala da govori u Zrinjskom i Frankopanu u Karlovcu, ali joj tamošnji Jugosloveni nisu dozvolili. Za vrijeme rata, 1918. godine, držala je predavanje školskoj omladini o Zitinoj haljini.
Djela dr. Zdenke Smrekar:
Na duvanjskom polju
Grička bakica priča,
zbirka pripovijetki,
sabrano 7 pripovijetki: Zvono na Okić Gradu, Dvorac sreće, Sputani vitez, Adem-beg, Proročanstvo s Papuk gore, Zastava Klisa grada i Vitez Glavan, (1937.)

## Djela
- Na duvanjskom polju (1924.)
- Grička bakica priča, zbirka pripovijetki, sabrano 7 pripovijetki: Zvono na Okić Gradu, Dvorac sreće, Sputani vitez, Adem-beg, Proročanstvo s Papuk gore, Zastava Klisa grada i Vitez Glavan, (1937.)